# Han Jeoung-ae

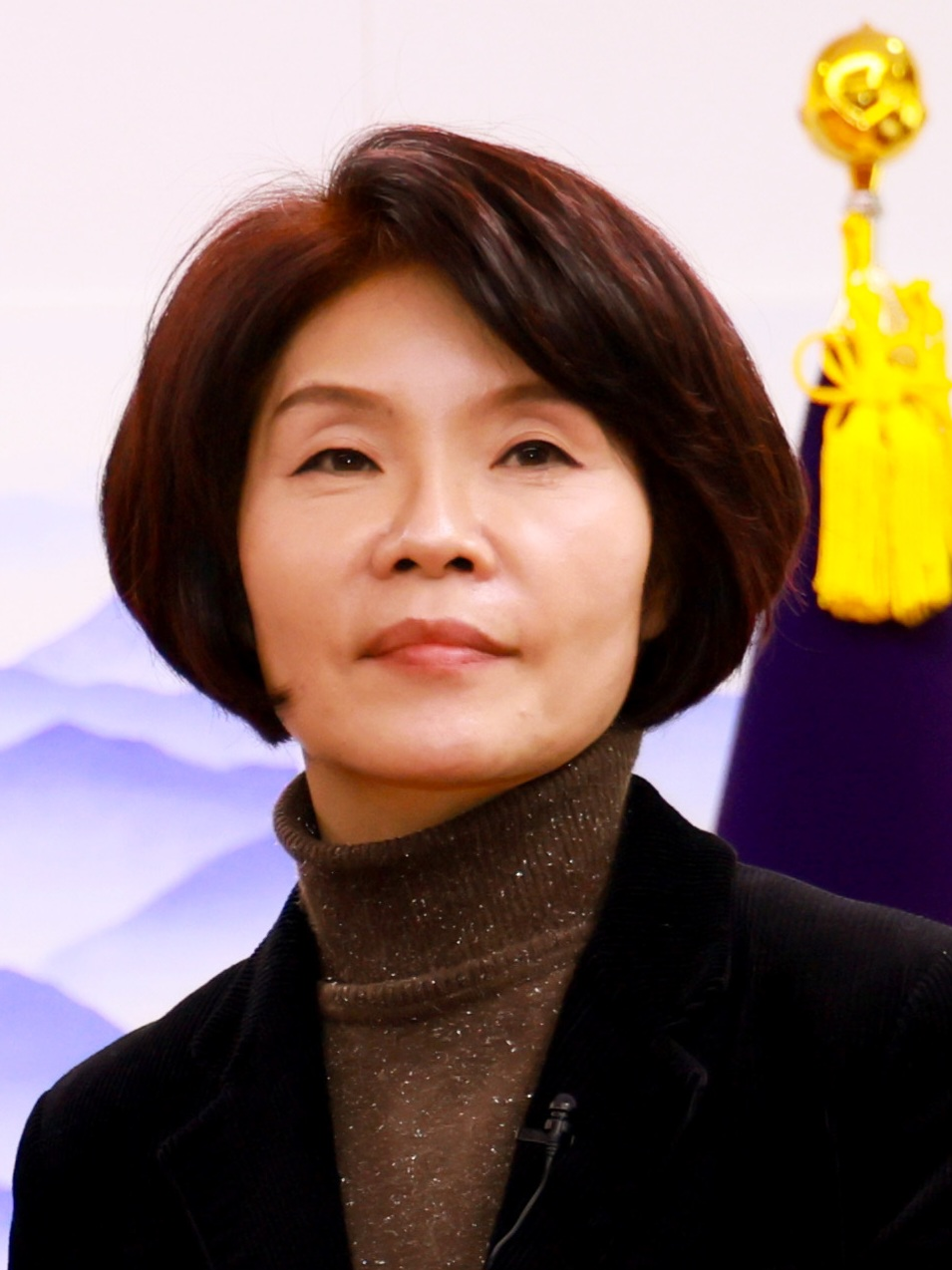
Han Jeoung-ae, 2025

Han Jeoung-ae (* 8. Januar 1965) ist eine südkoreanische Politikerin der Gemeinsamen Demokratischen Partei. Seit Januar 2021 ist sie Umweltministerin Südkoreas. Zudem ist sie Mitglied der Nationalversammlung und vertritt dort den Distrikt Gangseo-gu in Seoul.
| Personendaten    | Personendaten              |
| ---------------- | -------------------------- |
| NAME             | Han, Jeoung-ae             |
| KURZBESCHREIBUNG | südkoreanische Politikerin |
| GEBURTSDATUM     | 8. Januar 1965             |